# Afšaridsko Carstvo
Afšaridsko Carstvo (perz. سلسله افشار) je naziv za novovjekovnu iransku državu pod afšaridskom dinastijom. Afšaridi su vladali Iranom od 1736. do 1750. godine, a na vrhuncu njihove vojno-političke moći carstvo se protezalo i preko teritorija današnjeg Azerbajdžana, Armenije, Gruzije, Rusije, Iraka, Afganistana, Turkmenistana, Uzbekistana, Tadžikistana, Kazahstana, zapdne Kine, istočne Turske, Pakistana i Indije, te istočne obale Arapskog poluotoka. 
Osnivač afšaridske dinastije bio je Nader-šah, genijalni vojskovođa podrijetlom iz turkmenskog plemena Afšar koji je iskoristio politički vakuum nakon sukoba Safavida i Hotakija i proglasio se šahom Irana i započeo seriju uspješnih ratova protiv Osmanskog i Mogulskog Carstva što je u konačnici rezultiralo najvećim iranskim teritorijalnim opsegom nakon vremena Sasanidskog Perzijskog Carstva. 
Njegovim najvećim uspjehom smatra se pohod protiv mogulske Indije zbog čega ga se u europskoj historiografiji naziva i „perzijskim Napoleonom”. Nakon smrti Nader-šaha njegova dinastija doživljava pad što je navelike otvarilo vrata zandijskoj dinastiji u Iranu odnosno duranijskoj u Afganistanu, dok su Afšaridi nastavili vladati u Horasanu sve do uspona Muhamed-hana Kadžara 1796. godine.

## Vanjske poveznice
- (engl.) Iran Chamber: Afsharid Dynasty (Nader Shah)

Ostali projekti
|  | Zajednički poslužitelj ima još gradiva o temi Afšaridsko Carstvo |